# Fantômes pour rire
Pour plus de détails, voir Fiche technique et Distribution.
Fantômes pour rire (Mr. Boogedy) est un téléfilm américain réalisé par Oz Scott, diffusé en 1986.
En France, il a été diffusé dans le cadre de Famille du dimanche dans Le Disney Channel le 17 décembre 1988 sur FR3. Rediffusion dans Disney Parade le 31 octobre 1993, puis le 2 novembre 1997 sur TF1.

## Synopsis
Une famille d'artisan en farces et attrapes emménage dans une lugubre maison, réputée hantée par le fantôme d'un sinistre quaker.

## Fiche technique
- Titre français : Fantômes pour rire
- Titre original : Mr. Boogedy
- Réalisation : Oz Scott
- Scénario : Michael Janover
- Musique : John Addison
- Photographie : Robert M. Stevens
- Montage : Duane Hartzell
- Production : Steven North
- Société de production : Walt Disney Television
- Société de distribution : ABC
- Pays :  États-Unis
- Langue : Anglais
- Format : Couleur - Mono - 35 mm - 1.33:1
- Genre : Comédie, Fantastique
- Durée : 45 min

## Distribution
- Richard Masur (VF : Gérard Hernandez) : Carleton Davis
- Mimi Kennedy (VF : Claude Chantal) : Eloise Davis
- Kristy Swanson : Jennifer Davis
- David Faustino : Corwin Davis
- Benji Gregory (VF : Brigitte Lecordier) : Aurie Davis
- John Astin (VF : Jacques Ferrière) : Neil Witherspoon
- Howard Witt (VF : Jacques Ferrière) : William Hanover / M. Boogedy
- Katherine Kelly Lang : Marian
- Jamie McEnnan : Jonathan

## Suite
- Le téléfilm aura droit à une suite, La Fiancée de Boogedy, réalisée et diffusée l'année suivante avec une partie des acteurs présents dans le premier volet.